# گیاه‌پارچ سیبویان
گیاه‌پارچ سیبویان (نام علمی: Nepenthes sibuyanensis)، یک گونه از سرده گیاه‌پارچ‌ها است.